# 13609 Lewicki
13609 Lewicki (1994 TK11) là một tiểu hành tinh vành đai chính được phát hiện ngày 10 tháng 10 năm 1994 bởi Spacewatch ở Kitt Peak. Nó được đặt theo tên Christopher A. Lewicki, a lead engineer ở the Jet Propulsion Laboratory.